# Університет Алабами
Університет Алабами (англ. University of Alabama) — американський університет, розташований в місті Таскалуса, штат Алабама. Є одним з найстаріших і найбільшим з університетів у штаті Алабама. Один з трьох університетів з системи університетів Алабами.
Університет штату Алабама пропонує програми навчання по 13 академічним підрозділам, що ведуть до ступеня бакалавра, магістра, спеціаліста з освіти та докторськими ступенями. В університеті працює єдина юридична школа в штаті. Академічні програми, недоступні в інших місцях, в Алабамському університеті представлені докторськими програмами з антропології, бібліотечних та інформаційних дослідженнях, металургії, музиці, романських мов та соціальної роботи. Університет посідає перше місце серед державних установ і четвертий серед усіх університетів в 2012–2013 за національними заслугах вчених.